# Hamid Drake

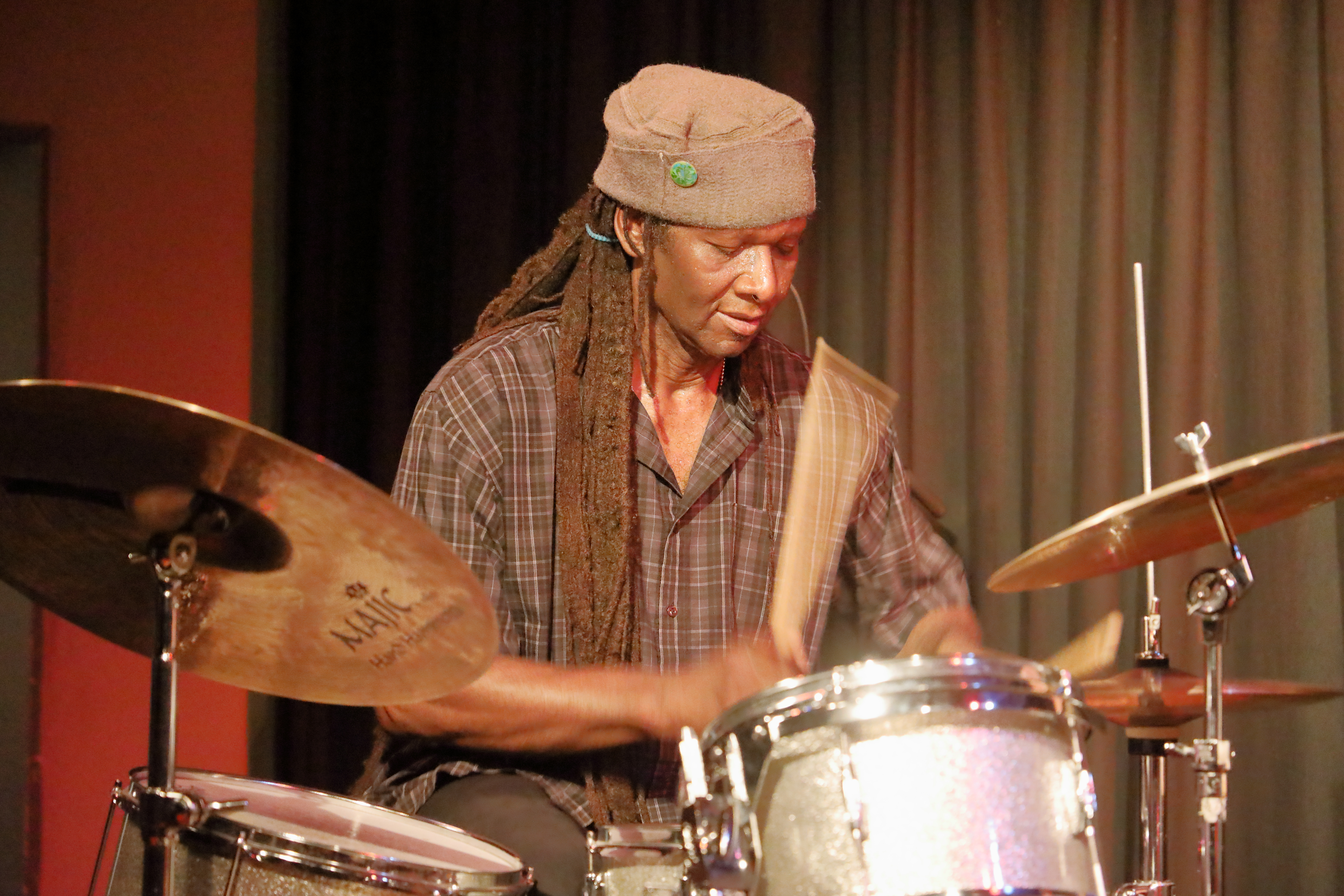
Hamid Drake im club W71 2019

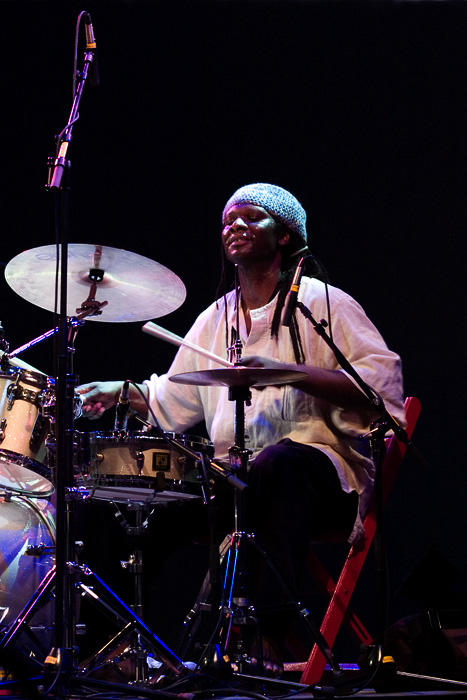
Drake auf dem Moers Festival 2006

Hamid Drake (* 3. August 1955 in Monroe, Louisiana) ist ein US-amerikanischer Jazzmusiker (Schlagzeug, Perkussion).

## Leben und Wirken
Drake wuchs in Chicago auf, wo er beim Sohn von Fred Anderson Schlagzeug lernte, bevor er dessen Platz in der Band Andersons übernahm. Bald darauf arbeitete er auch bei George Lewis und anderen Musikern aus dem AACM-Kreis. Seit 1978 gehörte er wie Adam Rudolph zu Foday Musa Susos Mandingo Griot Society und spielte dann mit Don Cherry und Jim Pepper, aber auch z. B. in der Reggae-Szene Chicagos. Weiterhin spielte er mit der Soul-Sängerin Melba Moore und in der Rockband Animal Farm. Er arbeitet häufig mit Archie Shepp, William Parker, David Murray, Mat Walerian, Nicole Mitchell, Peter Brötzmann, Scott Fields, Georg  Gräwe, Irène Schweizer und Ken Vandermark, aber auch mit Bill Laswell, mit Wadada Leo Smith, Viktor Tóth, Pasquale Mirra oder mit Michael Zerang und Dave Liebman zusammen. Mit Ab Baars, Luc Ex und Ingrid Laubrock bildet er Luc Ex´ Assemblée.
Drake gehörte zu den ersten US-amerikanischen Schlagzeugern, die ernsthaft die Percussion-Musik-Traditionen anderer Musikkulturen studierten und galt Ende der 1990er als einer der herausragenden Perkussionisten.

## Auswahldiskographie
Als Leader/Co-Leader
- Emancipation Proclamation: A Real Statement of Freedom (Okka Disk, 2000 mit Joe McPhee)
- BrothersTogether (Eremite, 2001 mit Sabir Mateen)
- Bindu (RogueArt 2005, mit Daniel Carter, Ernest Dawkins, Sabir Mateen, Greg Ward, Nicole Mitchell)
- Hu: Vibrational Universal Mother (Soul Jazz 2006)
- Fred Anderson & Hamid Drake: From the River to the Ocean (Thrill Jockey, 2007)
- Hamid Drake & Michael Zerang: For Ed Blackwell (1995, ed. Pink Palace Recordings 2015)
- Dan Phillips & Hamid Drake: Trail of Inevitability (Lizard Breath Records 2018)
- Irène Schweizer & Hamid Drake: Celebration (Intakt 2021)
- Luís Vicente, John Dikeman, William Parker & Hamid Drake: Goes without Saying, but It’s Got to Be Said (2020)

Mit Peter Brötzmann, William Parker
- 2001 – Never Too Late But Always Too Early (eremite 37/38)

Mit Scott Fields
- 1997 – Five Frozen Eggs (Music&Arts)
- 1999 – dénouement (Geode, Clean Feed 2007 reissue)

Mit David Murray
- 2008 – Live in Berlin – Black Saint Quartet (Jazzwerkstatt)
- 2022 –  Seriana Promethea (Intakt)

Mit Napoleon Maddox und IsWhat?!
- 2004 – You Figure It Out (Hyena)
- 2006 – The Life We Chose (Hyena)

Mit Misha Mengelberg
- 1999 – Two Days in Chicago (HatHut)

Mit Adam Rudolphs Moving Pictures
- Contemplations
- 12 Arrows

Mit William Parker
- 2001 – Piercing the Veil (AUM Fidelity)
- 2002 – Raining on the Moon (Thirsty Ear)
- 2003 – Scrapbook (Thirsty Ear)
- 2005 – Palm of Soul (AUM Fidelity) mit Kidd Jordan
- 2007 – First Communion/Piercing the Veil [LIVE]
- 2007 – The Inside Songs of Curtis Mayfield-Live in Rome
- 2008: Petit Oiseau
- 2021 – William Parker: Painters Winter

Mit Mat Walerian
- 2020 – Every Dog Has Its Day But It Doesn’t Matter Because Fat Cat Is Getting Fatter mit Matthew Shipp, William Parker

Mit Yakuza
- 2007 – Transmutations (Prosthetic)

Mit Archie Shepp, Napoleon Maddox, Oliver Lake, Joe Fonda & Cochemea Gastelum
- 2009 – Phat Jam In Milano

Mit dem Nicole Mitchell Indigo Trio & Michel Edelin
- 2011 – The Ethiopian Princess Meets the Tantric Priest

Mit Ned Rothenberg
- 2018 – Full Circle – Live in Lodz (Foundation Listen)

Mit Dave Liebman und Adam Rudolph
- 2019 – Chi (RareNoiseRecords)

Mit Natural Information Society
- 2023 – Since Time Is Gravity

Mit Chicago Edge Ensemble
- 2023 – The Individualists